# غابرييل رامانانتسوا
غابرييل رامانانتسوا (بالفرنسية: Gabriel Ramanantsoa) (و. 1906 – 1978 م) هو سياسي من مدغشقر ولد في أنتاناناريفو.

## التعليم
تعلم في مدرسة سان سير العسكرية.

## روابط خارجية
- غابرييل رامانانتسوا على موقع الموسوعة البريطانية (الإنجليزية)
- غابرييل رامانانتسوا على موقع مونزينجر (الألمانية)